# Buxhall
Buxhall – wieś w Anglii, w hrabstwie Suffolk, w dystrykcie Mid Suffolk. Leży 22 km na północny zachód od miasta Ipswich i 102 km na północny wschód od Londynu.